# سفارة أستراليا في فرنسا
سفارة أستراليا في فرنسا هي أرفع تمثيل دبلوماسي لدولة أستراليا لدى فرنسا. تقع السفارة في غرينيل ‏ وهي تهدف لتعزيز المصالح الأسترالية في فرنسا.

## وصلات خارجية
- الموقع الرسمي
- قائمة سفارات أستراليا
- قائمة السفارات في فرنسا